# Кумисний (Новосибірська область)
Кумисний (рос. Кумысный) — селище у Коченевському районі Новосибірської області Російської Федерації.
Входить до складу муніципального утворення Совхозна сільрада. Населення становить 408 осіб (2010).

## Історія
Згідно із законом від 2 червня 2004 року органом місцевого самоврядування є Совхозна сільрада.

## Населення
| 2002 | 2007 | 2010 |
| ---- | ---- | ---- |
| 127  | ↘125 | ↗408 |